# Pamięć analogowa
Pamięć analogowa to różnego rodzaju urządzenia zapamiętujące wartość analogową.

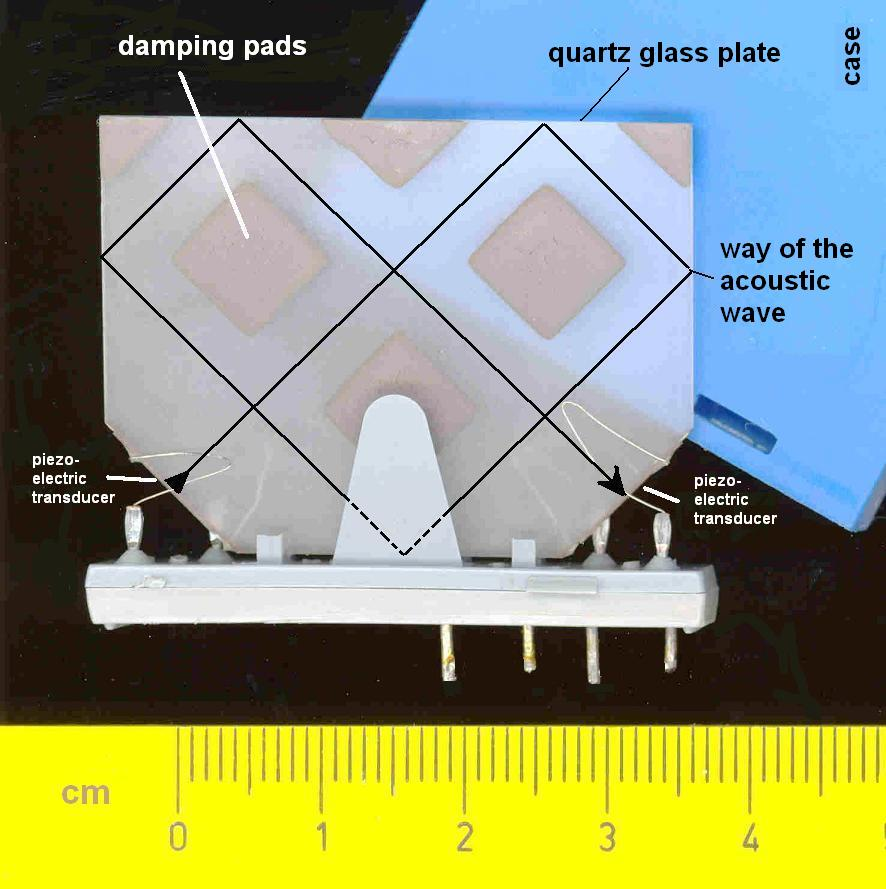
Pamięć dekodera SECAM

## Przykłady
- operacyjny wzmacniacz próbkujący komputera analogowego – np. ustalający warunki początkowe[1]
- pamięci na akustycznych liniach opóźniających – np. dekodera SECAM
- pętla taśmy magnetofonowej odtwarzana ciągle w analizatorze widma.